# Эндрюс, Уолтер
Уолтер Эндрюс (англ. Walter Andrews; 8 февраля 1881, США — ?) — канадский велогонщик, бронзовый призёр летних Олимпийских игр 1908.
На Играх 1908 в Лондоне Эндрюс соревновался в пяти дисциплинах. Он получил бронзовую медаль в командной гонке преследования. Также, он вышел в финал заезда 100 км, в полуфинал 20 км и остановился на первом раунде гонок на 660 ярдов и 5000 м.